# Sony Imagesoft
La Sony Imagesoft Inc. è stata un editore di videogiochi statunitense, attiva dal 1989 al 1995, con sede in California. 
Venne fondata nel gennaio 1989 a Los Angeles, in California, come filiale della CBS/Sony Group (CSG) con sede in Giappone e inizialmente denominata CSG Imagesoft Inc.
La prima pubblicazione fu Super Dodge Ball nell'estate 1989. Dopo che Sony aveva creato la sua divisione nordamericana, Sony Electronic Publishing nell'aprile 1991, Imagesoft operava come Sony Imagesoft Inc. Nel 1995, Sony Imagesoft confluì in Sony Computer Entertainment of America (SCEA) e pubblicando titoli solo per Playstation.
Il 20 maggio 1992, Sega of America e Sony Electronic Publishing annunciarono una partnership per creare contenuti per le console SEGA sotto la direzione della Imagesoft. I primi titoli pubblicati per le console di SEGA  furono Sewer Shark e Hook. 
A partire dal luglio 1995, appena due mesi prima dell'uscita della console Playstation nei mercati occidentali, Sony Electronic Publishing riorganizzò le proprie divisioni. Tutto il marketing relativo ai videogiochi venne trasferito da Sony Imagesoft in Sony Computer Entertainment America (SCEA), con circa 100 dipendenti trasferiti da Santa Monica a Foster City. L'attività relativa ai videogiochi di Sony Imagesoft è stata fusa con la sezione di sviluppo del prodotto di SCEA ed è diventata Sony Interactive Studios America, che in seguito sarebbe stata rinominata 989 Studios.